# 라스 콘차스 화재

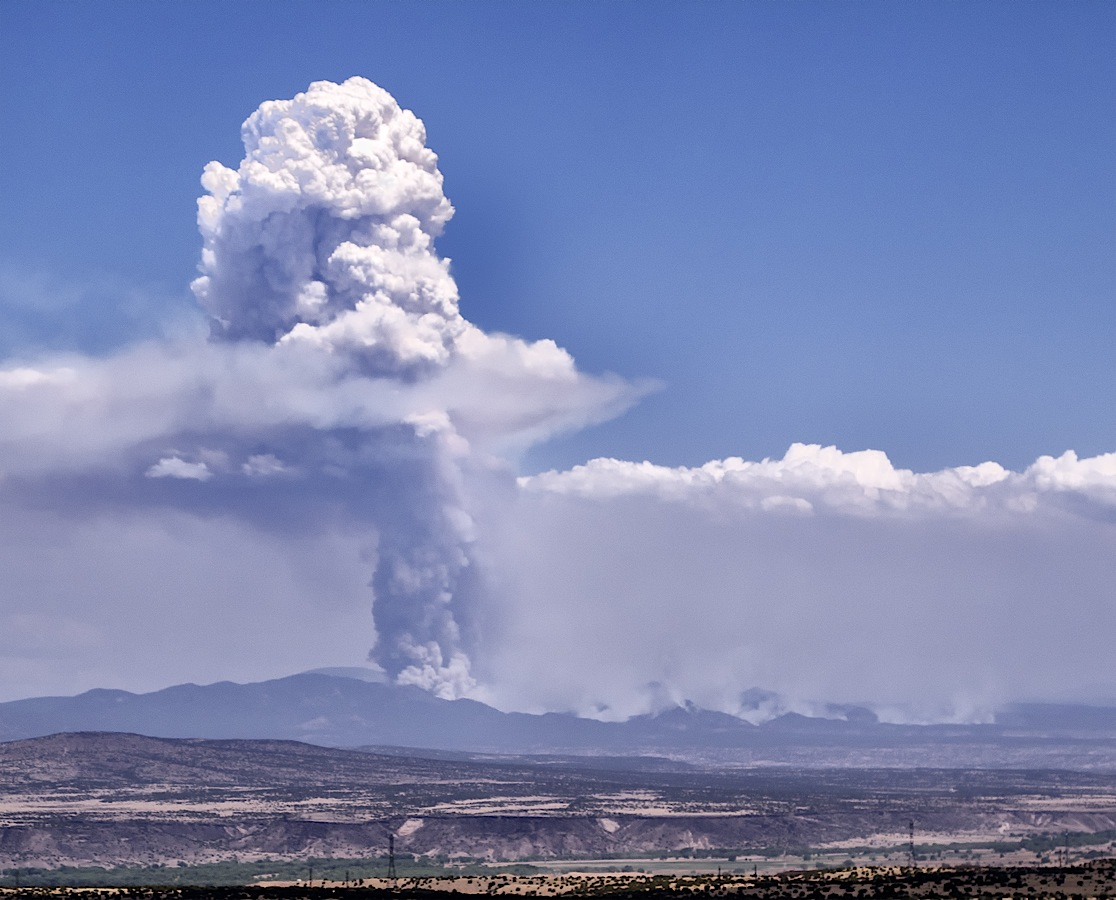
7월 6일 플라시타스에서 바라본 라스 콘차스 화재

라스 콘차스 화재는 뉴멕시코주의 산타페의 국유림에서 2013년에 일어났던 산불이다. 불은 2011년 6월 26일 오후 1시 경(현지시간) 나무 하나가 송전선에 접촉하며 시작됐다. 이 불로 인해 로스앨러모스, 산타 클라라 푸에블로, 로스앨러모스 주립 실험실 등이 특별히 큰 피해를 입었다. 6월 30일에는 뉴멕시코주 사상 가장 큰 규모의 화재가 됐기도 했다. 현재까지 약 600km2가 탔으며 8명이 부상자가 발생하고 100여 곳 이상의 건물이 탔다.